# Colubroides
— non classé —
Les Colubroides sont un taxon de serpents équivalent à l'ancienne super-famille Colubroidea. Ils regroupent les serpents les plus connus du grand public, dont l'ensemble des espèces venimeuses.
C'est le groupe frère des Acrochordidae dans les Caenophidia (Xenophidia).

## Vision Phylogénétique
Colubroides
- Xenodermatidae
- Colubriformes
  - Pareatidae
  - Endoglyptodonta
    - Viperidae
    - Homalopsidae
    - Elapoidea
      - Psammophiidae
      - Elapidae
      - Atractaspididae
      - Lamprophiidae

    - Colubroidea
      - Calamariidae
      - Colubridae
      - Pseudoxenodontidae
      - Natricidae
      - Dipsadidae

Selon TIGR, cela constitue les Xenophidia sauf la famille des Acrochordidae.

## Publications originales
- (de) Wettstein, 1930 : Eine neue colubridae Schlange aus Brasilien. Zoologischer Anzeiger, vol. 88, p. 93-94.
- (en) Zaher, Grazziotin, Cadle, Murphy, de Moura-Leite & Bonatto, 2009 : Molecular phylogeny of advanced snakes (Serpentes, Caenophidia) with an emphasis on South American Xenodontines: a revised classification and descriptions of new taxa. Papéis Avulsos de Zoologia (São Paulo), vol. 49, n. 11, p. 115-153 (texte intégral).